# Marc Alric
Pour les articles homonymes, voir Alric.
Marc Alric est un architecte puis moine et prélat orthodoxe français. Il est évêque de Neamț, et vicaire de Joseph Pop au sein de la Métropole orthodoxe roumaine d'Europe occidentale et méridionale.

## Biographie

### Origines et débuts
Né le 11 mai 1958 à Paris, Marc Alric est le fils d'Albert Alric, président des fromageries Papillon, entreprise familiale dont la tradition sera perpétuée ensuite par son frère Gérard. Il a un deuxième frère, Christian.
Après ses études, il fait ses débuts dans la vie civile comme architecte.

### Parcours spirituel et ecclésial
Initialement fidèle catholique romain, il rejoint l'Église orthodoxe, où il se sentait « appelé », en 1987.
Entré dans la juridiction — alors canonique — de l'Église catholique orthodoxe de France, il est envoyé en Roumanie, au monastère de Sihăstria (ro) ; il y apprend la langue, rencontre des figures spirituelles comme Cleopa Ilie ou Paisie Olaru, et y prononce ses vœux en 1990. Dans la foulée, il est ordonné diacre (1992) puis prêtre (1994) par Daniel Ciobotea, futur patriarche. En 1996, il dessert la paroisse Saint-Germain-et-Saint-Cloud de Louveciennes,, avant de se retirer jusqu'en 2003 au monastère Saint-Silouane. L'année qui suit, élevé au rang d'archimandrite, il prend la tête de la paroisse Saint-Joseph à Bordeaux.
Surtout, il est désigné évêque de Neamț et vicaire de Joseph Pop au sein de la Métropole orthodoxe roumaine d'Europe occidentale et méridionale, dont le territoire s'étend sur neuf pays et dont le nombre de fidèles est en forte expansion depuis la chute du régime communiste.
Il reçoit la consécration le 29 mai 2005 en la cathédrale des Saints-Archanges.
Il fait depuis lors partie du synode diocésain de la MOREOM, ainsi que de l'Assemblée des évêques orthodoxes de France, où il est plus spécialement chargé des relations œcuméniques. Depuis 2009 enfin, il dirige un petit monastère situé à Saint-Michel-Tubœuf et placé sous la protection d'Odile de Hohenbourg et Théodora de Sihla, où il s'est établi.

## Publication
- Trad. du roumain de Ioanichie Bălan (ro) (préf. Daniel Ciobotea et Jean-Claude Larchet), Le Père Cléopas [« Viaţa şi nevointele arhimandritului Cleopa Ilie »], coll. « Grands spirituels orthodoxes du XXe siècle » Lausanne, L'Âge d'homme, 2004  (ISBN 2-8251-1858-3).

### Sources
- Caroline David, « Mgr Marc, d'une Église à l'autre », La Vie, no 3118,‎ 2 juin 2005, p. 15.